# The Bastard Sings the Sweetest Song
|  | Denne artikel er oprettet af botten PalnaBot ud fra en ekstern database. Den kan derfor have sproglige fejl eller mangler. Denne skabelon kan fjernes efter kontrol af indholdet. |

Bastardens smukke sang er en film instrueret af Christy Garland.

## Handling
Filmen foregår i et land, man sjældent hører om - Guyana i Sydamerika. Et land, der først blev koloniseret af hollænderne og derefter af briterne. Guyana har en historie med slaveri og racistiske spændinger, som har efterladt landet med en tung arv af alkoholisme, vold og fattigdom. Familier overalt i landet kæmper med alkoholisme, og for de fleste dukker problemet op gennem generationer. Hovedpersonen Muscle, hvis mor Mary er alkoholiker, beslutter sig alligevel for at konfrontere problemet. Han kæmper med stor skyldfølelse, men er overbevist om, at kun ved at holde sin mor indespærret, kan han redde hendes liv. Mary føler det anderledes og tigger konstant Muscle om at få lov til at gå ud, være sammen med familien og drikke.